# Banksetosa dubia
Banksetosa dubia is een spinnensoort in de taxonomische indeling van de springspinnen (Salticidae).
Het dier behoort tot het geslacht Banksetosa. De wetenschappelijke naam van de soort werd voor het eerst geldig gepubliceerd in 1946 door Arthur Merton Chickering.